# Kim Yun-Mi
Kim Yun-Mi (n. 1 decembrie 1980, Seul, Coreea de Sud) este o sportivă sud-coreeancă, medaliată olimpică. A participat la 2 ediții ale Jocurilor Olimpice (1994, 1998) în care a câștigat două medalii de aur.